# Vanguard Nunatak
Il Vanguard Nunatak (in lingua inglese: Nunatak avanguardia) è un cospicuo nunatak antartico, un picco roccioso isolato,  di forma conica e alto 715 m, situato all'estremità settentrionale del Forrestal Range, nei Monti Pensacola, in Antartide. 
Il nunatak è stato mappato dall'United States Geological Survey (USGS) sulla base di rilevazioni e foto aeree scattate dalla U.S. Navy nel periodo 1956-66.
La denominazione è stata assegnata dall'Advisory Committee on Antarctic Names (US-ACAN) in riferimento alla posizione preminente del nunatak all'estremità settentrionale del Forrestal Range.